# Dzierżawa
Dzierżawa (dawniej też: arenda, harenda) – jeden z typów umów prawa cywilnego. Reguluje ją Kodeks cywilny w art. 693-709, przy odpowiednim zastosowaniu przepisów o najmie (art. 659-692). Dzierżawa należy do umów nazwanych, dwustronnie zobowiązujących, wzajemnych i konsensualnych (tzn. dochodzących do skutku przez zgodne oświadczenie woli stron). Polega na udostępnieniu innej osobie prawa lub rzeczy, natomiast (w odróżnieniu np. od pożyczki) nie przenosi własności. Przedmiotem dzierżawy może być tylko rzecz lub prawo przynoszące pożytki.
Istotą dzierżawy jest to, że wydzierżawiający na oznaczony czas oddaje dzierżawcy rzecz do używania i pobierania pożytków, w zamian za co dzierżawca zobowiązuje się płacić wydzierżawiającemu czynsz. Konieczną cechą dzierżawy jest zatem jej odpłatność.
Dzierżawca powinien wykonywać swoje prawo zgodnie z zasadami prawidłowej gospodarki i nie może zmieniać przeznaczenia przedmiotu dzierżawy bez zgody wydzierżawiającego. Nie może również bez zgody wydzierżawiającego oddawać rzeczy osobie trzeciej. W trakcie dzierżawy dzierżawca zobowiązany jest do dokonywania napraw niezbędnych do zachowania rzeczy w stanie nie pogorszonym. Dzierżawić można zarówno rzeczy, jak i prawa. Odpłatność z tytułu umowy dzierżawy może ulec ograniczeniu do samego uiszczania należnych podatków i ponoszenia innych ciężarów związanych z własnością lub posiadaniem gruntu. 
Stosunek dzierżawy jest podobny do innych stosunków prawnych polegających na korzystaniu z cudzej rzeczy. Od stosunku najmu dzierżawę różni, przewidziane wprost przez ustawę, uprawnienie dzierżawcy do pobierania pożytków z dzierżawionej rzeczy. Od użyczenia (art. 710-719 Kodeksu cywilnego) różni dzierżawę odpłatność. Z kolei użytkowanie (art. 252-265 Kodeksu cywilnego) nie jest stosunkiem obligacyjnym, lecz ograniczonym prawem rzeczowym.
Gdy wydzierżawiającym był właściciel, umowa dzierżawy, podobnie jak umowa najmu, może być ujawniona przez wpis w dziale III księgi wieczystej. W takiej sytuacji wpis dzierżawy uzyskuje skuteczność względem praw nabytych przez czynność prawną po jego ujawnieniu w księdze oraz pierwszeństwo przed ograniczonym prawem rzeczowym nie ujawnionym w księdze.

## Wypowiedzenie i zakończenie dzierżawy
W razie zwłoki dzierżawcy z zapłatą czynszu wydzierżawiający może dzierżawę wypowiedzieć bez zachowania terminu wypowiedzenia. Jednakże wydzierżawiający winien poinformować o tym dzierżawcę, udzielając mu dodatkowego trzymiesięcznego terminu na uregulowanie zobowiązań.
Czas zwłoki skutkującej wyżej wymienioną sankcją:
- W przypadku rocznych rozliczeń czynszowych – trzy miesiące zwłoki.
- W pozostałych przypadkach, jeżeli dzierżawca nie płaci czynszu co najmniej dwa pełne okresy płatności.

Jeżeli w umowie dzierżawy nie przewidziano terminu wypowiedzenia, to można ją wypowiedzieć na sześć miesięcy na przód przed upływem roku dzierżawnego, w przypadku dzierżawy gruntów rolnych termin ten wynosi jeden rok.
Dzierżawa jest z założenia przewidziana jako stosunek prawny długotrwały, mogący trwać nawet kilkadziesiąt lat. Dzierżawa jest typową w stosunkach wiejskich formą udostępniania rolnikom gruntów rolnych – potocznie jest zwana „arendą” lub „orendą”. Historycznie dzierżawca nazywany był również tenutariuszem, arendarzem.

## Dzierżawa działkowa
Jest to umowa dzierżawy zawierana między stowarzyszeniem ogrodowym a działkowcem, uprawniająca go do użytkowania działki w rodzinnym ogrodzie działkowym. Pojęcie to wprowadziła ustawa z dnia 13 grudnia 2013 r. o rodzinnych ogrodach działkowych. Dzierżawcą jest działkowiec, a wydzierżawiającym stowarzyszenie ogrodowe. Dzierżawa działkowa może być ujawniona w księdze wieczystej na wniosek działkowca. Ochrona dzierżawy działkowej jest analogiczna do ochrony własności.

### Wypowiedzenie umowy dzierżawy działkowej
Umowa dzierżawy działkowej może być wypowiedziana przez działkowca w każdym czasie, nie później niż na miesiąc naprzód, na koniec miesiąca
kalendarzowego, jeżeli strony nie osiągnęły porozumienia co do warunków i terminu rozwiązania umowy. Stowarzyszenie ogrodowe może wypowiedzieć umowę, nie później niż na miesiąc naprzód, na koniec miesiąca kalendarzowego, jeżeli działkowiec:
- pomimo pisemnego upomnienia nadal korzysta z działki lub altany działkowej w sposób sprzeczny z przepisami ustawy lub regulaminem, niszczy infrastrukturę ogrodową albo wykracza w sposób rażący lub uporczywy przeciwko porządkowi ogrodowemu, czyniąc uciążliwym korzystanie z innych działek lub
- jest w zwłoce z zapłatą opłat ogrodowych lub opłat związanych z utrzymaniem działki na rzecz stowarzyszenia ogrodowego za korzystanie z działki co najmniej przez 6 miesięcy pomimo uprzedzenia go na piśmie o zamiarze wypowiedzenia umowy i wyznaczenia dodatkowego, miesięcznego terminu do zapłaty zaległych i bieżących należności, lub
- oddał działkę lub jej część osobie trzeciej do płatnego lub bezpłatnego używania[4].

Działkowiec może wytoczyć powództwo o uznanie wypowiedzenia umowy za bezskuteczne albo o przywrócenie prawa do działki na poprzednich warunkach w terminie 30 dni od dnia doręczenia pisma wypowiadającego umowę. W razie ustalenia, że wypowiedzenie umowy nastąpiło z naruszeniem przepisów ustawy, sąd orzeka o bezskuteczności
wypowiedzenia, a jeżeli umowa uległa już rozwiązaniu – o przywróceniu prawa do działki na poprzednich warunkach.